# Étienne Bézout

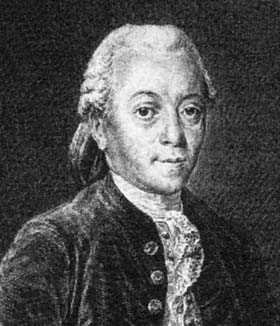
Étienne Bézout

Étienne Bézout (Nemours, Seine-et-Marne, 31 maart, 1730 - Avon, 27 september, 1783) was een Franse wiskundige. 

## Leven
Bézouts vader was een magistraat in Nemours, die voor zijn zoon een soortgelijke loopbaan in gedachten had. Na kennismaking met de werken van Leonhard Euler werd Bézout echter in de richting van de wiskunde gedreven. Na publicatie van enige werken werd hij in 1758 door de Franse Academie van Wetenschappen aangesteld tot aanzitter in de mechanica. Tevens werkte hij als censor. In de 1763 werd hij examinator bij de Marine. In deze hoedanigheid schreef hij in de periode 1764-1767 zijn eerste leerboek in 4 delen: Cours de mathématiques à l'usage des Gardes du Pavillon et de la Marine. Dit werk werd in de periode 1770-1782 gevolgd door een verder zesdelig leerboek: Cours complet de mathématiques à l'usage de la marine et de l'artillerie, dit naar aanleiding van het feit dat hij vanaf 1768 een soortgelijke functie bij de artillerie vervulde. In beide boeken richtte hij zich tot lezers met een beperkte voorkennis van de wiskunde.

## Werk

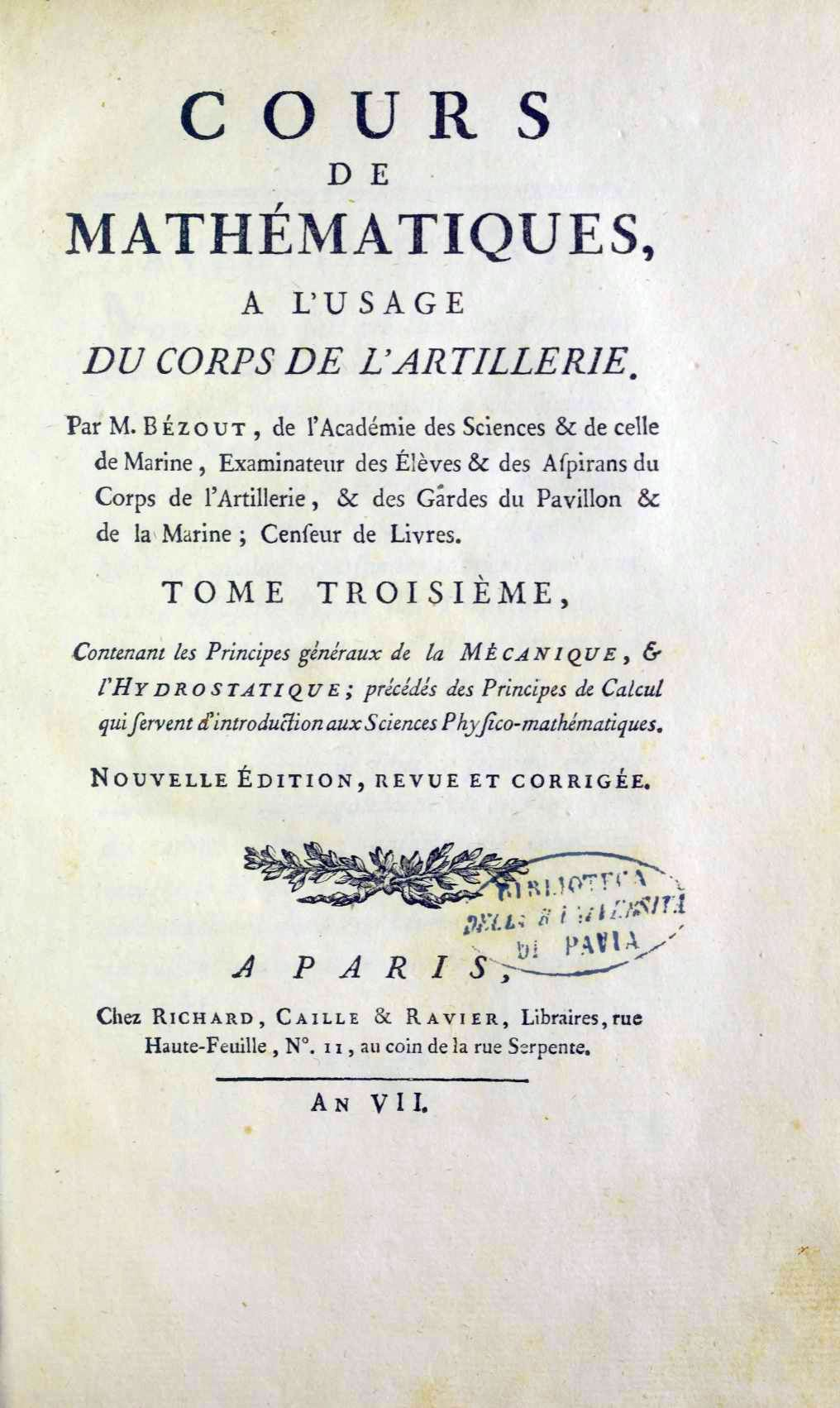
Cours de mathématiques, a l'usage du corps de l'artillerie, 1798

Naast tal van kleinere werken schreef hij Théorie générale des équations algébriques (Algemene theorie van de algebraïsche vergelijkingen), dat in 1779 in Parijs werd gepubliceerd. Dit hoofdwerk bevatte veel nieuwe en waardevolle materie met betrekking tot de klassieke eliminatietheorie. Ook werden de symmetrische functies besproken; hij gebruikte determinanten in een artikel in Histoire de l'académie royale (Geschiedenis van de Koninklijke Academie, 1764), maar waagde zich niet aan een algemene theorie over dit onderwerp.